# Пјанторе (Кунео)
Пјанторе је насеље у Италији у округу Кунео, региону Пијемонт.
Према процени из 2011. у насељу је живело 76 становника. Насеље се налази на надморској висини од 355 м.